# Plebiscyt Przeglądu Sportowego 1955
21. Plebiscyt Przeglądu Sportowego na najlepszego sportowca Polski zorganizowano w 1955 roku.

## Wyniki
1. Janusz Sidło - lekkoatletyka (150 358 pkt.)
2. Teodor Kocerka - wioślarstwo (138 208)
3. Jerzy Chromik - lekkoatletyka (132 311)
4. Leszek Drogosz - boks (115 836)
5. Katarzyna Wiśniowska - łucznictwo (74 245)
6. Zenon Stefaniuk - boks (54 189)
7. Wojciech Zabłocki - szermierka (37 551)
8. Edward Adamczyk - lekkoatletyka (36 843)
9. Gotfryd Gremlowski - pływanie (34 736)
10. Wanda Szemplińska - szybownictwo (26 831)